# Praunus
Genre
Praunus est un genre de crustacés de la famille des Mysidae.

## Liste des espèces
Selon World Register of Marine Species (23 janvier 2021) :
- Praunus flexuosus (Müller, 1776)
- Praunus inermis (Rathke, 1843)
- Praunus neglectus (G.O. Sars, 1869)